# Municipalità di Southern Mallee
La municipalità di Southern Mallee è una Local Government Area che si trova in Australia Meridionale. Essa si estende su una superficie di 6.000 chilometri quadrati e ha una popolazione di 2.189 abitanti. La sede del consiglio si trova a Pinnaroo.